# 永夜漂流
是一部2020年美國科幻電影，由喬治·克隆尼執導，馬克·L·史密斯編劇，改編自莉莉·布魯克斯-達爾頓的2016年小說《永夜漂流》（Good Morning, Midnight）。克隆尼、費莉絲蒂·瓊斯、凱爾·錢德勒、大衛·奧伊羅和德米安·畢齊主演。
《永夜漂流》2020年12月23日Netflix上線。

## 演員
- 喬治·克隆尼 飾 奧古斯丁·羅富侯斯
  - 伊森·派克 飾 年輕的奧古斯丁
- 費莉絲蒂·瓊斯 飾 薩莉
- 凱爾·錢德勒 飾 米契爾
- 大衛·奧伊羅 飾 指揮官湯姆·阿杜沃
- 德米安·畢齊 飾 桑切斯
- 蒂芙尼·布恩（英语：Tiffany Boone） 飾 瑪雅
- 凱歐琳·斯普林格爾 飾 艾莉絲
- 蘇菲·朗朵 飾 瓊·蘇利文
- 提姆·羅斯（英语：Tim Russ） 飾 梅森·莫斯利
- 米利亞姆·肖爾 飾 米契爾的妻子

## 製作
2019年6月，宣佈喬治·克隆尼將執導及主演改編自莉莉·布魯克斯-達爾頓（Lily Brooks-Dalton）的2016年小說《永夜漂流》的電影，該片由馬克·L·史密斯編劇，Netflix發行。7月，費莉絲蒂·瓊斯加盟劇組。8月，凱爾·錢德勒和大衛·奧伊羅加盟劇組。10月，蒂芙尼·布恩和凱歐琳·斯普林格爾（Caoilinn Springall）加盟劇組。11月，德米安·畢齊加盟劇組。2020年1月，蘇菲·朗朵、伊森·派克、提姆·羅斯和米利亞姆·肖爾加盟劇組。

### 拍攝
主體拍攝於2019年10月21日在英格蘭開始進行，暫定名稱為「異空號」（Aether），並於2020年2月7日殺青。

## 發行
《永夜漂流》定於2020年12月23日在Netflix上線。

## 外部連結
- 互联网电影数据库（IMDb）上《永夜漂流》的资料（英文）
- 在Netflix上觀看《永夜漂流》
- 豆瓣电影上《永夜漂流》的資料 （简体中文）

#invoke:NavboxV2